# Halophytaceae
Halophytaceae је мала фамилија једногодишњих зељастих биљака из реда Caryophyllales. Обухвата један монотипски род (Halophytum) са врстом Halophytum ameghinoi. Врста је распрострањена у Аргентини.